# Torres Design Center
Design Center es un edificio de dos torres de oficinas y centro comercial, ubicado en la Diagonal 6 y 13 calle Zona 10 o Zona Viva de la Ciudad de Guatemala, tiene dos torres, la torre más alta mide 60 metros, tiene un total de 16 niveles, y la más pequeña mide 44 metros y tienen un total de 12 niveles (cada nivel mide 4 metros), y 5 plantas subterráneas (cada una con 3.50 metros de altura), es el vigésimo octavo edificio más alto de Centroamérica y el décimo edificio más alto de Guatemala. Su construcción empezó en enero de 2008 y finalizó en mayo de 2011.

## Datos
- Número de torres: 2
- Altura Máxima Torre 1: 60 metros
- Altura Máxima Torre 2: 44 metros
- Número de Plantas Torre 1: 21
- Número de Plantas Torre 2: 17
- Uso: Oficinas y Centro Comercial
- Año de Construcción: 2008-2011